# Fodboldfeber 5:8 - Sygeste straffesparksfejl!
|  | Denne artikel er oprettet af botten Steenthbot ud fra en ekstern database. Den kan derfor have sproglige fejl eller mangler. Denne skabelon kan fjernes efter kontrol af indholdet. |

Fodboldfeber 5:8 - Sygeste straffesparksfejl! er en norsk dokumentarfilm fra 2021 instrueret af Line Hatland.

## Handling
Norske Anna og hendes hold er i ottendedelsfinalen. Kampen går i overtid, og det får mange nysgerrige tilskuere til at stimle sammen ved sidelinjen. En straffesparksfejl kan betyde, at holdet er ude af turneringen.
’Fodboldfeber’ er en serie i 8 afsnit om verdens største fodboldcup for børn – Norway Cup.